# دانشگاه آزاد اسلامی واحد ساوه
دانشگاه آزاد اسلامی واحد ساوه یک دانشگاه آزاد در شهر ساوه، استان مرکزی است. و در ۲۵ بهمن ۱۳۶۶ تأسیس شده است. در حال حاضر ۱۴۸۰۷ دانشجو و ۱۹۳ استاد در این مرکز مشغول فعالیت می‌باشند. بر اساس تحلیلهای انجام شده این مرکز تاکنون ۵۹۳۸ مقاله علمی در نشریات و همایشهای داخلی منتشر نموده است. دانشگاه آزاد اسلامی واحد ساوه صاحب امتیاز و ناشر ۳ مجله تخصصی است و تا کنون ۸ همایش توسط دانشگاه آزاد اسلامی واحد ساوه برگزار شده است. علاوه بر این تاکنون ۹۰۷ مقاله معتبر بین‌المللی نیز از این مرکز استخراج شده است

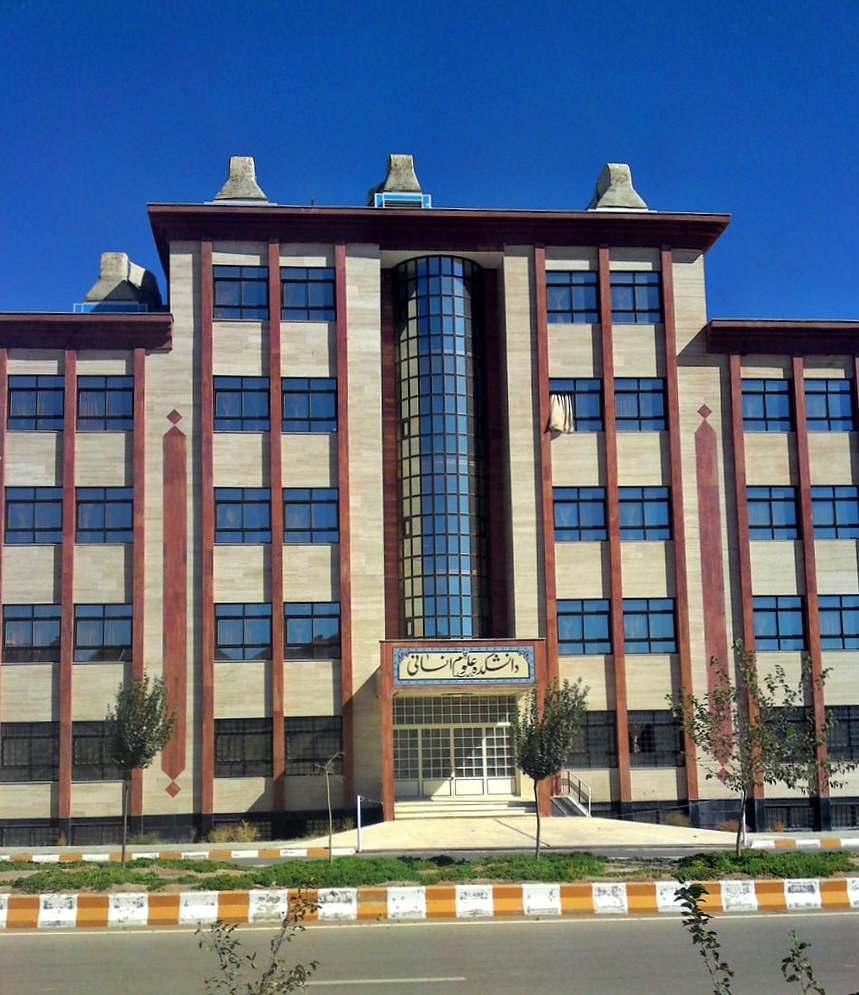
دانشکده علوم انسانی (بعد از ادغام دانشکده کشاورزی و انسانی این ساختمان جای خود را به بخش اداری داده است)

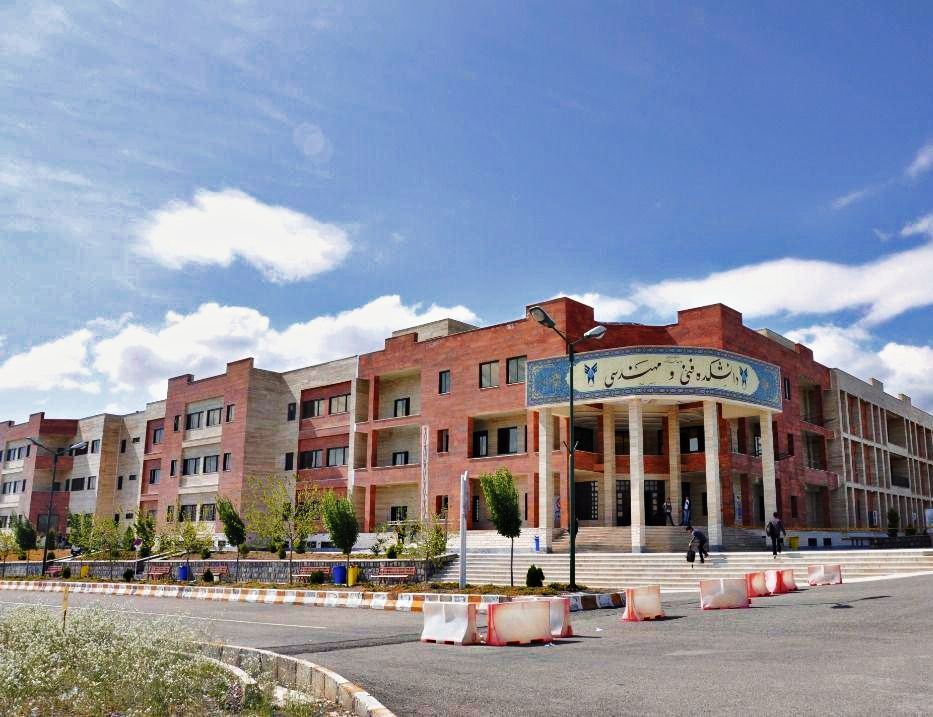
دانشکده فنی و مهندسی

## تاریخچه دانشگاه
این واحد دانشگاهی در ۲۵ بهمن ۱۳۶۶ تأسیس شد و از مهرماه ۱۳۶۷ با حضور ۹۷ دانشجو در رشته‌های علوم تربیتی (مدیریت و برنامه‌ریزی آموزشی) و کاردانی امور زراعی فعالیت خود را آغاز کرد و پس از شروع فعالیت به مدت سه سال در یکی از دبیرستان‌های شهرستان ساوه برگزار شدند. پس از آن این دانشگاه آزاد ساوه در یک ساختمان استیجاری کوچک با امکانات بسیار محدود به کار خود ادامه داد و سرانجام در سال ۱۳۶۹ به مکان سایت مرکزی واقع در میدان فلسطین منتقل شد. دانشگاه آزاد اسلامی واحد علوم و تحقیقات ساوه نیز در این دانشگاه ادغام شد.

## مدیران
از اسفندماه سال ۱۴۰۳ مجتبی یوسفی راد به عنوان سرپرست دانشگاه آزاد اسلامی واحد ساوه منصوب شده‌اند.

## فضای دانشگاه
وسعت سایت مرکزی دانشگاه حدود ۱۱ هکتار و شهرک دانشگاهی حدود ۲۰۰ هکتار است که با وجود ۹۵۰۰۰ متر مربع فضای آموزشی، فرهنگی، ورزشی، رفاهی، خدماتی و پژوهشی، پذیرای حدود ۶۰۰۰ دانشجو در مقاطع دکتری، کارشناسی ارشد و کارشناسی و کاردانی است که ۲۵درصد آن‌ها شامل دانشجویان بومی است.
رتبه واحد جامع و تعداد رشته‌های موجود آن ۱۲۰ رشته تحصیلی (با اضافه شدن ۲۰ رشته جدید در مقاطع دکتری و کارشناسی ارشد)در شاخه‌های فنی و مهندسی، علوم پایه، کشاورزی و علوم انسانی است.

## هیئت علمی و پرسنل
حضور ۲۱۸ عضو هیئت علمی تمام وقت و نیمه وقت و بورسیه و ۵۵۸ مدرس حق‌التدریس با مدارج علمی فوق لیسانس، دکتری، دکتری حرفه‌ای که غالباً از دانشگاه‌های تهران در این واحد به تدریس اشتغال دارند و از امتیازات بسیار مطلوب واحد محسوب می‌شود.
در حال حاضر تعداد کارمندان این واحد ۲۶۰ نفر هستند.
استاد جلال‌الدین کزازی از اعضای سرشناس هیئت علمی این دانشگاه بود.
نزدیکی به تهران و وجود آزاد راه تهران – ساوه توسعه این واحد را با سرعت زیادی مواجه کرده زیرا فاصله ۹۰ دقیقه‌ای بین ساوه و پایتخت، تقاضای فراوان دانشجویان داوطلب تحصیل را در این شهرستان ایجاد کرده است.

## دانشکده‌ها
دانشگاه آزاد اسلامی واحد ساوه دارای دو دانشکده مصوب (علوم انسانی و کشاورزی – فنی و مهندسی) است، مرکز رشد و فناوری وابسته به پارک تحقیقاتی وزارت علوم از سال ۱۳۸۵ در این دانشگاه راه‌اندازی و فعال شده است.

### رشته‌های مقطع کارشناسی ارشد
دانشگاه آزاد اسلامی واحد ساوه دارای دانشکده علوم و تحقیقات می‌باشد. در هر دو دانشگاه آزاد واحد ساوه و دانشگاه علوم تحقیقات خود، در رشته‌های مختلف در سطح کارشناسی‌ارشد و دکتری دانشجو می‌پذیرد، رشته‌های فعال در واحد علوم و تحقیقات ساوه عبارتند از:
- دکترای زیست‌شناسی سلولی تکوینی گیاهی
- کارشناسی ارشد زیست‌شناسی سلولی تکوینی گیاهی (تکوینی گیاهی)
- کارشناسی ارشد مهندسی مواد شناسایی و انتخاب مواد
- کارشناسی ارشد مهندسی برق قدرت
- کارشناسی ارشد مهندسی الکترونیک
- کارشناسی ارشد مهندسی عمران
- کارشناسی ارشد مهندسی مکانیک (طراحی کاربردی و ساخت و تولید)
- کارشناسی ارشد مهندسی معماری
- کارشناسی ارشد حقوق
- کارشناسی ارشد حسابداری
- کارشناسی ارشد مدیریت بازرگانی
- کارشناسی ارشد مهندسی صنایع
- کارشناسی ارشد مدیریت دولتی
- کارشناسی ارشد مدیریت صنعتی
- کارشناسی ارشد روان‌شناسی بالینی
- کارشناسی ارشد مهندسی کامپیوتر
- دکتری ادبیات فارسی
- کارشناسی ارشد مدیریت آموزشی
- کارشناسی ارشد روان‌شناسی تربیتی

گروه زیست‌شناسی سلولی تکوینی در دو سطح ارشد و دکترا دارای اعضای هیت علمی با مرتبه بالای علمی در سطح دانشیار (دو استاد) و استادیار (چهار استاد) است.

## امکانات
کتابخانه این دانشگاه با بهره‌گیری از امکانات ارتباطی به صورت دیجیتال بوده و دسترسی دانشجویان را به مجلات و مقالات بزرگ علمی و تحقیقاتی فراهم کرده است.
در حال حاضر دانشگاه آزاد اسلامی واحد ساوه دارای ۶۰ آزمایشگاه، ۴۵ کارگاه، ۱۶ انجمن علمی، باشگاه پژوهشگران جوان با ۱۳۰ عضو و بیش از ۱۴ نشریه و مجله علمی و فصلنامه است و با اقدامات صورت گرفته درجه این دانشگاه از بسیار بزرگ الف در آینده‌ای نزدیک به جامع تبدیل خواهد شد.
عملیات ساخت فاز دوم ساختمان آموزشی و سلف سرویس با مساحت ۵۳۸۷ مترمربع زیربنا در ۴ طبقه با امکانات (کلاس – آزمایشگاه – کارگاه – اتاق‌های اداری – سالن آمفی تئاتر – آشپزخانه – سلف سرویس کارکنان و استادان و مهمانسرا) آغاز شده است.
هم‌اکنون این واحد شامل ۳ مدرسه با تعداد ۵۸۷ دانش آموز است.

## آموزشکده فنی و حرفه‌ای سما واحد ساوه
آموزشکده فنی و حرفه‌ای سما واحد ساوه از سال تحصیلی ۸۴–۸۳ فعالیت خود را آغاز و در حال حاضر دارای ۲ ساختمان آموزشی در زمینی به مساحت ۱۴۶۱۶ متر مربع و زیربنای ۴۱۶۰ مترمربع و یک مجتمع کارگاهی با زیربنای حدود ۸۰۰ مترمربع در سه طبقه دارای ۱۲۰۰ نفر دانشجوی مشغول به تحصیل، ۸ نفر هیئت علمی تمام وقت و ۱۲۵ نفر هیئت علمی مدعو و ۴۵ نفر کارمند در ۹ رشته شامل الکترونیک، الکتروتکنیک، متالورژی، صنایع فلزی، حسابداری، ساختمان، کامپیوتر، امور دامی و امور زراعی است و مجهز به ۴ سایت کامپیوتر و اینترنت با تمام امکانات، کارگاه‌ها و آزمایشگاه‌های رشته‌های الکترونیک و الکتروتکنیک و متالورژی و صنایع فلزی و آزمایشگاه رباتیک است.